# Jaume Custodi Torres
Jaume Custodi Torres (Santa Coloma de Queralt, 7 de septiembre de 1922 - 21 de diciembre de 2016], agricultor, cooperativista, luchador antifranquista y político español, diputado de las Cortes Españolas durante la Segunda Legislatura. Viudo de Maria Mercè Canosa i Canosa (1923-2007), con quien se casó en 1954. Padre de 5 hijos.

## Trayectoria
Cuando estalló la guerra, estaba a punto de cumplir 14 años. Tiempo suficiente para que los valores de la República y la escuela republicana le marcaran de por vida. A pesar de la corta formación primaria, gracias a la lectura y al afán autodidacta, alcanzó una formación no muy común en la posguerra. La influencia de la iglesia y su actividad en la Acción Católica, en contacto permanente con los jóvenes, fue determinante en su formación intelectual, la adquisición de valores éticos y en la construcción de su personalidad.
Este activismo con la juventud continuó en los años 60 y 70 con el movimiento Boy-scout del que fue jefe de la agrupación local y ligado a los sectores progresistas de la iglesia y de la sociedad catalana.
En el año 1959 fundó con otros socios la "Cooperativa Comarcal Avícola" que después sería la "Cooperativa Agropecuaria y Caja Rural", de la que fue primer presidente y es el socio número 1. Fue una experiencia muy positiva para el pueblo y la comarca además de una gran satisfacción personal. A pesar de todo, ciertas intrigas y maniobras de algunos socios consiguieron que en 1972 tuviera que dejar la presidencia.
Durante el franquismo estuvo implicado en iniciativas a favor de la cultura y en la recuperación de las libertades nacionales de Cataluña, en grupos antifranquistas de Santa Coloma, de las comarcas de la Cuenca de Barberá y Segarra, Tarragona, Cataluña y en la Assemblea de Catalunya desde una posición democrática, catalanista y de izquierdas. Fue cofundador del sindicato Unió de Pagesos. También participó en la creación del Partit dels Socialistes de Catalunya (PSC) desde la Convergencia Socialista de Cataluña y fue ponente del primer Congreso Socialista de Tarragona, en septiembre de 1976. En el verano de 1976 fue uno de los instigadores y promotores de la Marcha de la Libertad (ç).
Militante del PSC-PSOE, fue elegido Diputado en el Congreso de los Diputados por la provincia de Tarragona en las elecciones generales españolas de 1982. No se presentó a las elecciones de 1986. Dentro del Congreso de los Diputados ha sido vocal de la Comisión de Agricultura, Ganadería y Pesca (1983-1986) y vocal de la Comisión de Investigación de la Evolución y Situación de Rumasa (1983-1985).
También fue concejal del Ayuntamiento de Santa Coloma de Queralt y diputado de la Diputación Provincial de Tarragona.
A los 90 años participó activamente en la lucha contra los vertederos que el plan director para la gestión de los residuos industriales de Cataluña planeaba instalar en la comarca de la Cuenca de Barberá.
En sus últimos años (2013) se mostró contrario a la independencia de Cataluña. 
En el mes de agosto de 2016 el PSC junto con la FIC y la UNIC, organizaron un homenaje en el que se le otorgó la insignia dorada del partido en reconocimiento de su compromiso y lucha política de toda una trayectoria vital.

## Publicaciones
- «Jo no sóc independentista» Diari de Tarragona, 9 de desembre de 2013